# Rebelión Iturbidista de Texas
La rebelión Iturbidista de Texas fue un conflicto armado encabezado por José Félix Trespalacios luego de la caída del Primer Imperio Mexicano y la victoria de la revolución del Plan de Casa Mata con el fin de reinstaurar el Imperio.

## Levantamiento
En Texas el gobernador de aquella provincia, José Félix Trespalacios, se pronunció a favor de reinstaurar el Imperio y a Agustín de Iturbide. Tomó entonces a su servicio sus fuerzas y a algunas tribus comanches que durante la Revolución del Plan de Casa Mata con representación del Capitán Guonique se pusieron a los servicios del Primer Imperio Mexicano. Sin embargo, la pronta respuesta del gobierno puso fin a la revuelta, sustituyendo a Trespalacios por Luciano García. 

## Consecuencias
Este acontecimiento, y otros proimperialistas como la revuelta de Querétaro (1823), la revolución de San Miguel el Grande y el levantamiento Iturbidista de Tepic. Dieron lugar a que el gobierno declarara traidor a Agustín de Iturbide, mismo que desconociendo la situación que vivía el país regresó, siendo capturado por Felipe de la Garza y fusilado.